# 書法

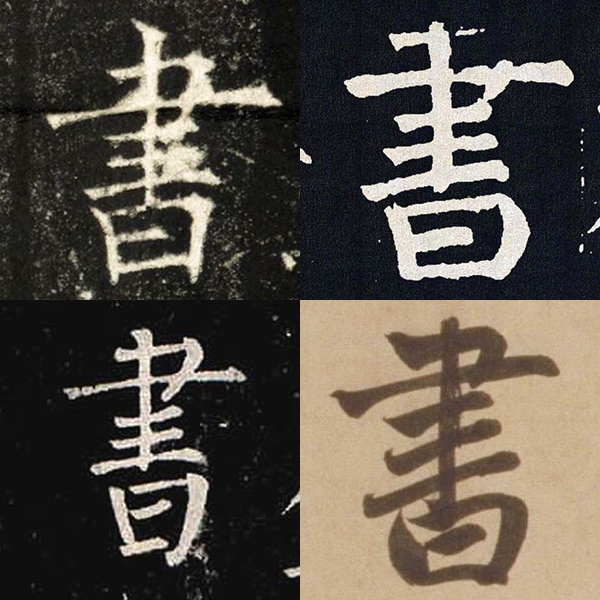
楷書四大家による「書」。左上から時計回りに欧陽詢、颜真卿、柳公権、趙孟頫。

書法（しょほう）とは、文字を書く方法である。その三大要素として、筆法・間架結構法・布置章法がある。

## 概要
中国では書道という言葉は使わず、書学という語を用いている。書学とは書の形式である書法を集成したものである。書法は中国の天才が創造したものだが、この書法の体得には、その天才たちの書（法書）を手本にして習字すること（臨書）が必要となる。
書法の要素には、筆法・間架結構法・布置章法がある。また、姿勢と机の高さも書法の体得への大切な要素である。背筋をよく伸ばし、机に対して握りこぶし一つぐらい空けて向かい、机の面が臍の位置にくるか、またはそれより少し低目する。紙面全体を上から見渡せるようにして、肩と手首の力を抜き、無理のない運筆ができるようにする。

## 書法の三大要素

### 筆法
筆法（ひっぽう）とは、筆の使い方であり、腕法・執筆法・用筆法がある（以下、記述の便宜上、右手で筆を持つことを前提として記す）。

#### 腕法
腕法（わんほう）とは、腕の構え方である。大字や中字を書く場合は懸腕法にし、小字を書く場合は枕腕法、または提腕法を用いるのが適しているといわれているが、字の大きさに拘らず懸腕法のみを用いる人も少なくはない。筆は自分の目の前に来るようにする。
| 懸腕法（けんわんほう） | 右腕を机につけず、腕と机がほぼ平行になるように構えて運筆する方法である。 肘は突っ張らずに脇の下は適当にあけて、腕が自由に動かせるようにする。 左手は半紙の左下端を軽くおさえ、体重をかけてはいけない。 |
| 提腕法（ていわんほう） | 懸腕法の構えの状態で、そのまま腕を下げて机に腕または手首をつけて運筆する方法である。 |
| 枕腕法（ちんわんほう） | 左手の指をそろえて枕にし、右手の手首を軽くのせて運筆する方法である。両肘に体重をかけず、上体は腰でささえるようにして書く。                                                                             |
| 廻腕法（かいわんほう） | 腕を大きく廻し、肘から先をほぼ水平に半月の形に張り出して運筆する方法である。中国の楊守敬が伝えたもので、日下部鳴鶴らが用いていた。                                                                     |

#### 執筆法

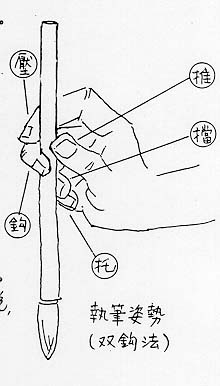
双鉤法

執筆法（しっぴつほう）とは、筆の持ち方である。大字や中字を書く場合は双鉤法にし、小字を書く場合は単鉤法を用いるのが適しているといわれているが、字の大きさに拘らず単鉤法のみや双鉤法のみを用いる人も少なくはない。筆を持つ位置は、楷書を書くときは筆管の下部を、行書を書くときは中程を、草書を書くときは上部を持つのがよいとされているが、これもかなり個人差がある。筆はペンや鉛筆などの硬筆のように斜めに寝かせないで、ほぼ垂直に立てて構え、手に力が入らないように心掛け、上体で調子をとりながら、指と手首を固定して、肘から腕全体を大きく旋回させて肩で書く。また手首の形は「へ」の形にならないようにし、手首を曲げて蛇が頭をあげたような形にする。
| 単鉤法（たんこうほう）                                     | 人差し指のみを筆管にかけ、親指は指先を軸にあて、中指で軸を下からあてがって持つ方法である。 正しく箸を持ったとき、親指の指先があたる方の箸の持ち方と同じである。 指1本のみが筆管にかかるため自由がきき、軽妙な運動がしやすく、変化のある線が表現出来る。 |
| 双鉤法（そうこうほう）                                     | 人差し指と中指を筆管にかけ、親指は指先を軸にあて、薬指で軸を下からあてがって持つ方法である。 指2本が筆管にかかるため安定しやすく、圧が加わり筆力が出るため力強い線が表現出来る。                                                                        |
| 撥鐙法（はっとうほう、指実掌虚（しじつしょうきょ）とも）   | |
| 単包法（たんほうほう）                                     | 薬指と小指の二本を掌に密着させるようにし、肘をあげて単鉤法で持つ方法である。 篆書を書くのに適している。 |
| 双包法（そうほうほう）                                     | 小指一本を掌に密着させるようにし、肘をあげて双鉤法で持つ方法である。 |
| 捻管法（ねんかんほう）                                     | 筆の頭を持って筆管を捻りながら書く方法である。 長条幅を書くのに都合がよい。 |
| 握拳法（あつきょほう）                                     | 手全体で筆管を握って持つ方法である。 指全てが筆管にかかるため豪快な線が表現できる。 |
| 三指法（さんしほう）                                       | 親指と人差し指と中指の三本で筆管を挟んで持つ方法である。他の二本は使用しない。 |
| 両指法（りょうしほう）                                     | 親指と人差し指の二本だけで筆管を挟んで持つ方法である。 筆に力が入らないので、面白い線が表現できる。 |
| 四指斉頭法（ししせいとうほう、全鉤法（ぜんこうほう）とも） | 親指を筆管に当てて、残りの四本の指を反対側から当てて、筆管を挟んで持つ方法である。 親指と人差し指の上を水平にし、指頭に力を集中する。 |

#### 用筆法
用筆法（ようひつほう）とは、点画を書くときの筆の用い方や筆遣いをいう。運筆法（筆の運び方、筆の動かし方）も含む。主な用筆法・運筆法は以下のとおり。

##### 基本
| 起筆（きひつ、始筆・落筆とも） | 筆を紙面につけて点画を書き始めること。また、その接触の仕方をいう。 起筆の方法には、順筆・逆筆・蔵鋒・露鋒などがある。収筆に対する語。 |
| 送筆（そうひつ）               | 起筆を終えてから収筆に至るまでの筆遣いをいう。                                                                                        |
| 収筆（しゅうひつ、終筆とも）   | 点画の終わり。送筆を終えた運筆の終わり。起筆に対する語。                                                                              |

- 永字八法（えいじはっぽう）

##### 起筆
| 直筆（ちょくひつ） | 筆の先を紙面に対して一切傾けずに真っ直ぐに立ててほぼ均等に筆圧をかけて書くこと。一般的にこの用筆法は「活鋒」と呼ばれており、非常に好まれる。 墨線の中央を穂先が通る（中鋒（ちゅうほう）という）ため鋒から墨が満遍なく点画に行き渡る。 点画に重厚さを出しやすく、息が長く躍動感があり、丸みを帯びた深みのある強い線になる。側筆に対する語。 |
| 側筆（そくひつ）   | 筆の先を紙面に対して少し傾けて書くこと。一般的にこの用筆法は「死鋒」と呼ばれており、あまり好まれない。 鋒先と腹が画の外を通るため鋒鋩が外面にあらわれる（縦画では左側と右側、横画では上側と下側）。この意味で露鋒とも通ずる。 点画に鋭さや墨の潤滑の変化が出しやすく、切れ味がよく鮮やかで角張りのある扁平な線になる。直筆に対する語。     |
| 倒筆（とうひつ）   | 側筆よりも筆をさらに傾けて書くこと。この用筆法はあまり使用されない。 |
| 順筆（じゅんぴつ） | 運筆時、筆管が進行方向へ傾く筆遣いをいう。逆筆に対する語。 |
| 逆筆（ぎゃくひつ） | 起筆で進行方向とは逆の方向に入筆したのち、送筆に移る筆遣い。順筆に対する語。 |
| 露鋒（ろほう）     | 筆鋒を画の外側に当て外側に鋒鋩のあらわれることをいう。鋭さを表現する。蔵鋒に対する語。 |
| 蔵鋒（ぞうほう）   | 逆筆ぎみに起筆して穂先を穂の中に包み込むように送筆する筆遣い。重厚さを表現する。露鋒に対する語。 |

##### 収筆
| 懸針（けんしん） | 上から下に引く直線の収筆が、針の先のように鋭くなること。 |
| 垂露（すいろ）   | 上から下に引く直線の収筆を少し逆に戻して終るものをいう。 |

##### 応用
| 円勢（えんせい、円筆（えんぴつ）とも） | 起筆や収筆の形が丸みを帯びた線で書かれた書風のこと。直筆を用いる。 鄭道昭の石刻や顔真卿の楷書などは多く円勢を帯びている。篆書の用筆法は円勢をなしているものが多い。方勢に対する語。                                            |
| 方勢（ほうせい、方筆（ほうひつ）とも） | 起筆や収筆の形が角張った線で書かれた書風のこと。側筆を用いる。「方」には角張ったという意がある。 隷書になってから篆書の円から「方」に変わってきた。円勢に対する語。。                                                          |
| 逆入平出（ぎゃくにゅうへいしゅつ）     | 横画でいうと、右方向から左方向に強く逆筆ぎみに起筆し（逆入）、筆圧を変えないで筆管を左に倒し、そのまま逆筆で送筆する。最後に筆管を立て、素直に筆を抜いて収筆する（平出）。包世臣が唱えた運筆法で、趙之謙がその書法を立証した。 |
| 俯仰法（ふぎょうほう）                 | 比田井天来が創案した側筆の一種。 左払いなど左に筆を運ぶ場合は筆管を左に傾けて手の甲を上にし（俯）、右払いなど右に筆を運ぶ場合は筆管を右に傾けて掌を上にする（仰）用筆法をいう。 大師流と称する人が用いることが多い。           |
| 折法（せっぽう）                       | 点画における運筆上の律動のこと。楷書の三折法（起筆・送筆・収筆）を基準とし、篆書などの一折法、隷書などの二折法、そして、多折法がある。                                                                                         |

### 間架結構法
間架結構法（かんかけっこうほう）とは、楷書を主体とした造形理論のことで、点画の間隔や点画の組み合わせ方を考えて、つり合いよく造形する方法をいう。間架とは、点画と点画の間の空け方のこと。結構とは、点画の組み合わせ方、形のとり方のことである。向背法（背勢と向勢）などがある。
| 直勢（ちょくせい） | 縦画が互いに平行になることをいう。                               |
| 背勢（はいせい）   | 縦画が互いに背くように内側にそりあうことをいう。向勢に対する語。 |
| 向勢（こうせい）   | 縦画が互いにふくらみあうことをいう。背勢に対する語。             |

### 布置章法
布置章法（ふちしょうほう）とは、文字の配置具合により作品全体の構図・構成を決め、変化と調和のある書作品にすることをいう。 布置法と章法に区分される。
| 布置法（ふちほう） | 字配り、配置など全体のまとめ方のこと。                                                                   |
| 章法（しょうほう） | 行の構成のしかた、中心のとり方のこと。また、変化の妙をきわめ、かつ、全体の統一調和をはかることでもある。 |